# Persicaire
Persicaria
Genre
Classification phylogénétique
Les persicaires (genre Persicaria) regroupent des plantes herbacées de la famille des Polygonacées, poussant à l'état sauvage. De nombreuses espèces de ce genre, souvent appelées renouées, étaient précédemment classées dans le genre Polygonum mais le genre Persicaria fut ensuite dissocié du genre Polygonum.
La Renouée persicaire (Persicaria maculosa auparavant Polygonum persicaria), adventice très courante, est une des espèces les plus connues.
En France, la Renouée perfoliée (Persicaria perfoliata (L.) H.Gross, 1913) est légalement inscrite sur la liste annexe de l'Arrêté du 14 février 2018 relatif aux espèces végétales exotiques envahissantes sur le territoire métropolitain.

## Étymologie
Le sens premier du grec πολύγονον - polugonon est confirmé par le synonyme πολύκαρπον - polukarpon, "qui donne de nombreux fruits". Il vient de πολύ - polu, "nombreux", et γόνος, génitif γόνου - gonos, gonou, "action d'engendrer, ce qui est engendré".
Mais la confusion avec le sens de πολυγόνατον - polugonaton date au moins de Dioscoride. Ce nom vient de πολύ - polu, "nombreux", et γόνυ, γόνατος - gonu, gonatos, "genou, nœud (d'une tige)".Les deux sens sont mentionnés par de nombreux botanistes, mais c'est celui de "qui a de nombreux nœuds" qui se retrouve dans les noms populaires renouée, italien centinodia, anglais knotgrass, allemand Knöterich.
Persicaire fait référence à la renouée persicaire (Polygonum persicaria) ainsi nommée, parce que ses feuilles allongées et aiguës ressemblent à celles du pêcher (persica en latin).

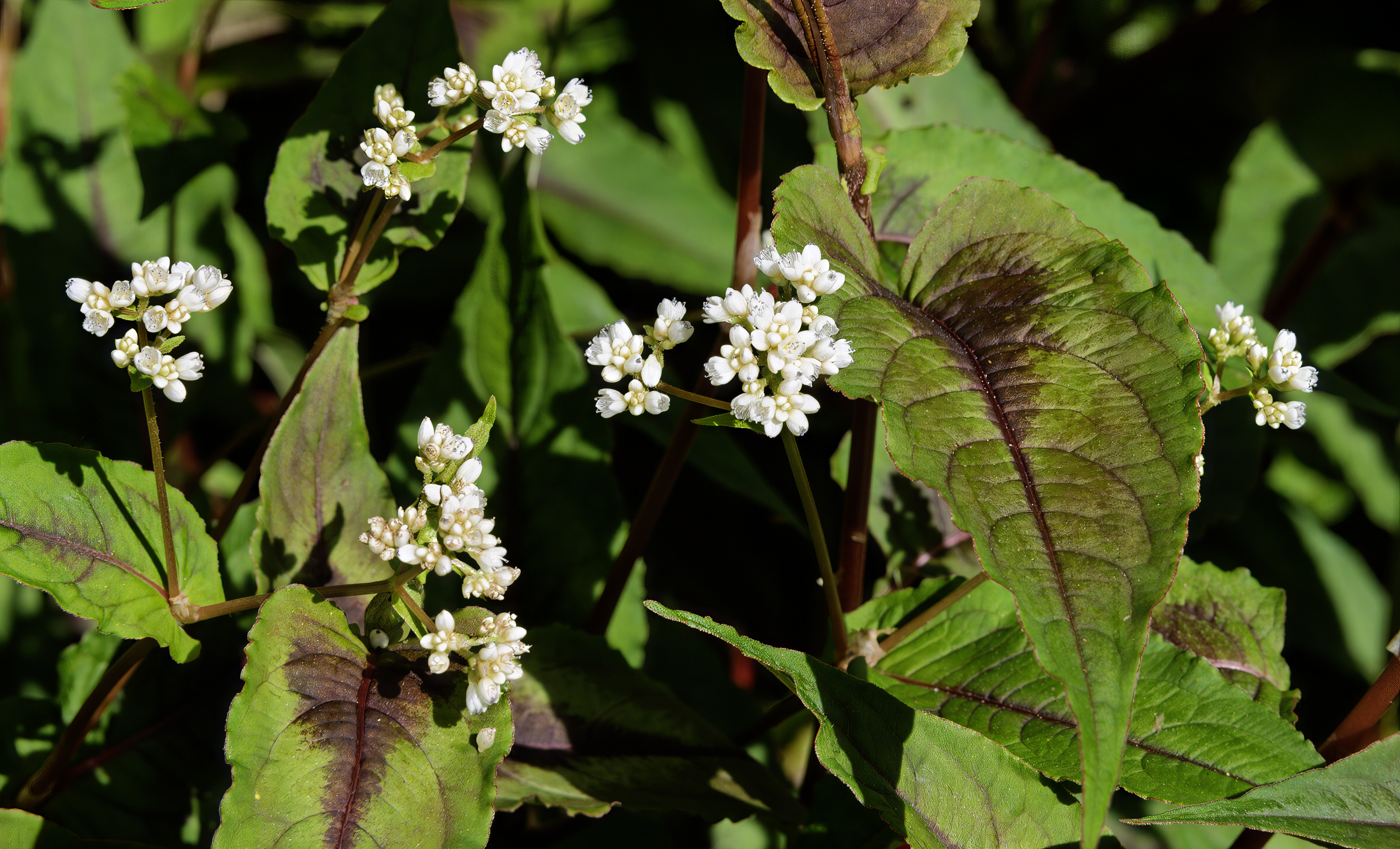
Persicaria microcephala Inflorescence - Giroussens Tarn

## Taxonomie
Le genre compte 100 à 150 espèces parmi lesquelles :
- Persicaria affinis (Polygonum affine)
- Persicaria alata (Polygonum alatum)
- Persicaria alpina (Polygonum alpinum)
- Persicaria amphibia (Polygonum amphibium), la Renouée amphibie
- Persicaria amplexicaulis (Polygonum amplexicaule) - syn. Bistorta amplexicaulis
- Persicaria arifolia
- Persicaria attenuata
- Persicaria bicornis
- Persicaria bungeana
- Persicaria campanulata (Polygonum campanulatum)
- Persicaria capitata (Polygonum capitatum)
- Persicaria careyi
- Persicaria chinensis
- Persicaria decipiens
- Persicaria dichotoma
- Persicaria elatior
- Persicaria extremiorientalis
- Persicaria filiformis
- Persicaria glabra
- Persicaria glacialis
- Persicaria hirsuta
- Persicaria hydropiper (Polygonum hydropiper), la Renouée Poivre d'eau
- Persicaria hydropiperoides
- Persicaria lapathifolia (Polygonum lapathifolium), la Renouée à feuilles d'oseille
- Persicaria longiseta (Polygonum longisetum)
- Persicaria maculosa (Polygonum persicaria), la Renouée persicaire
- Persicaria meisneriana
- Persicaria microcephala (Polygonum microcephalum)
- Persicaria milletii (Polygonum milletii)
- Persicaria minor (Polygonum minus)
- Persicaria mitis (Polygonum mite)
- Persicaria mollis (Polygonum molle)
- Persicaria nepalensis (Polygonum nepalense)
- Persicaria odorata (Polygonum odoratum)
- Persicaria orientalis (Polygonum orientale)
- Persicaria pensylvanica (Polygonum pensylvanicum), la Renouée de Pennsylvanie
- Persicaria perfoliata
- Persicaria polymorpha
- Persicaria posumbu
- Persicaria praetermissa
- Persicaria prostrata
- Persicaria pubescens
- Persicaria punctata (Polygonum punctatum)
- Persicaria robustior
- Persicaria runcinata (Polygonum runciforme)
- Persicaria sagittata (Polygonum sagittatum)
- Persicaria senegalensis
- Persicaria senticosa
- Persicaria setacea
- Persicaria strigosa
- Persicaria tenuicaulis (Polygonum tenuicaule)
- Persicaria thunbergii
- Persicaria tinctoria (Polygonum tinctorium), la Renouée des teinturiers
- Persicaria vaccinifolia (Polygonum vaccinifolium)
- Persicaria virginiana (Polygonum virginianum)
- Persicaria wallichii (Polygonum wallichii)

## Usages
La plupart des renouées ont été consommées (jeunes pousses, feuilles et parfois graines), particulièrement la Renouée du Japon et la Renouée des buissons. Les feuilles peuvent être farcies, les jeunes pousses se consomment crues mais sont acides (présence d'acide oxalique) et sont préférables épluchées et cuites.

## Consommateurs
Les chenilles de  papillons de nuit (hétérocères) suivants se nourrissent de renouées :
- phalène anguleuse, Timandra griseata (Geometridae),
- ratissée, Habrosyne pyridoides (Drepanidae).